# Moros (Espagne)
Pour les articles homonymes, voir Moros.
Moros est une commune d’Espagne, dans la province de Saragosse, communauté autonome d'Aragon comarque de Comunidad de Calatayud.

## Géographie
Moros est situé dans la chaîne de montagnes appelée Sistema Ibérico. Il se trouve dans la vallée de la rivière Manubles, un affluent du Jalón. Les Manubles serpentent autour de l'affleurement rocheux sur lequel se dresse Moros.

## Lieux et monuments

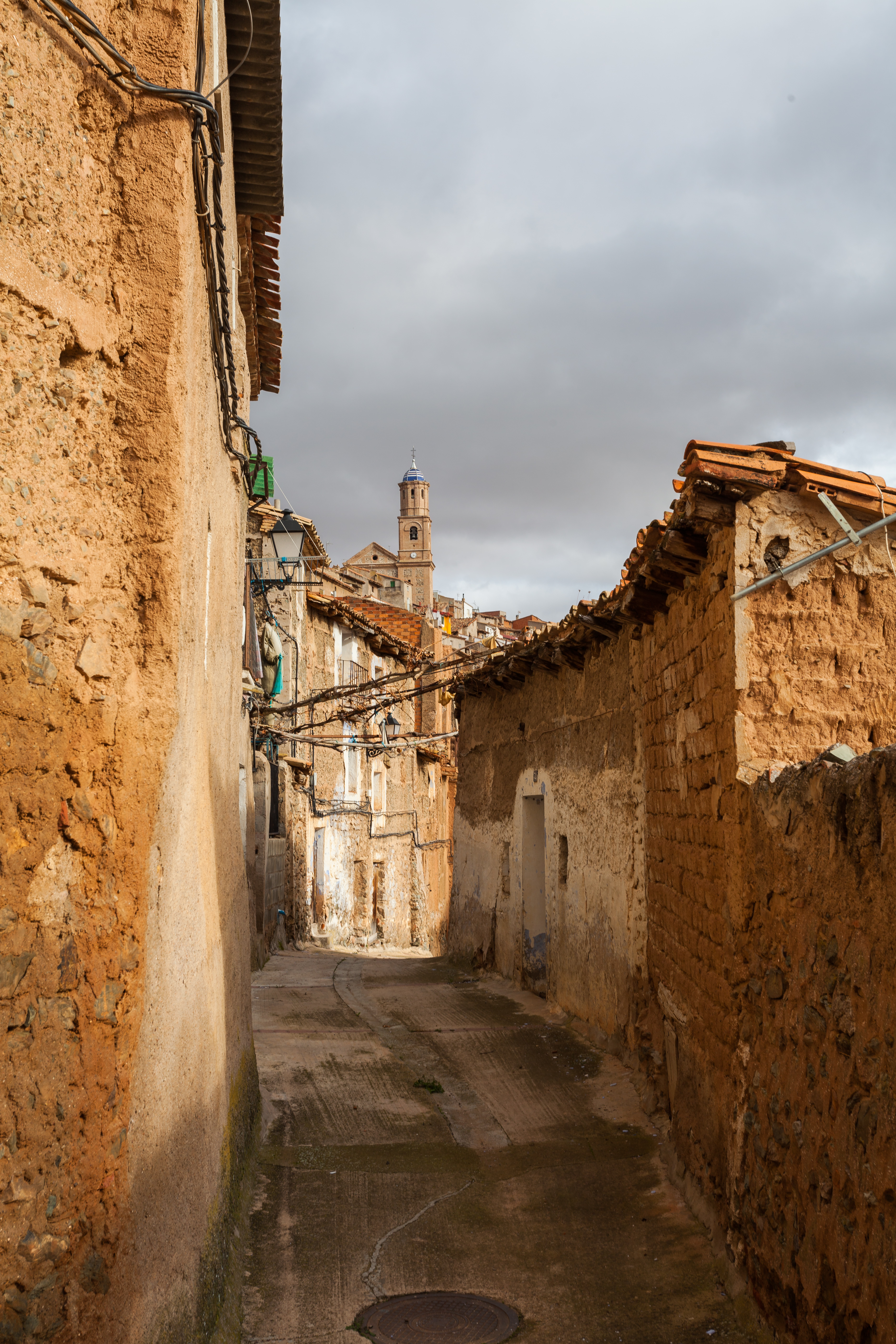
Une rue de la ville
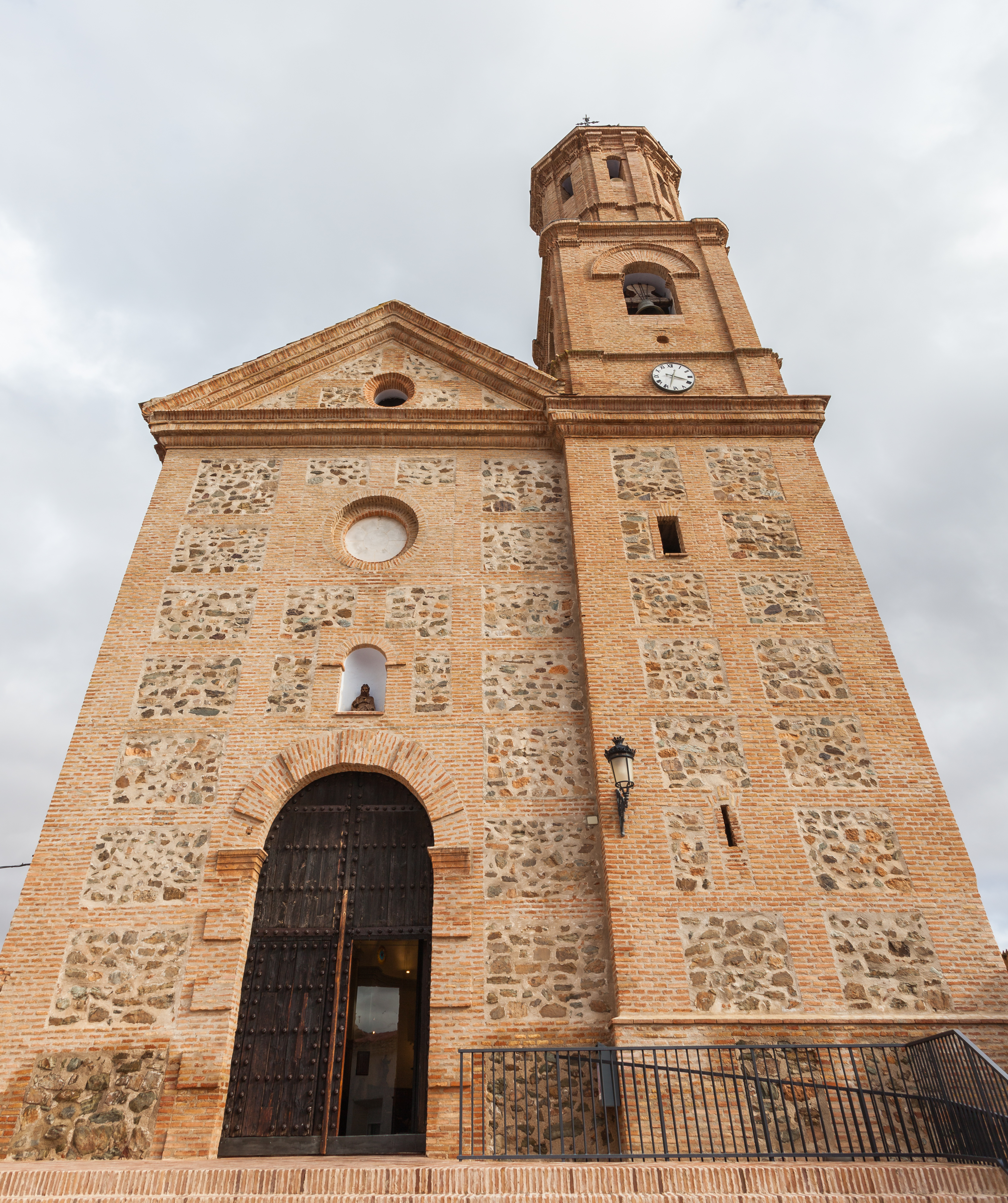
L'église Santa Eulalia (Sainte Eulalie)